# کاسه گل
به مجموعه کاسبرگ‌ها کاسه گل می‌گویند که اغلب سبزرنگ می‌باشد ولی در بعضی گیاهان، بویژه پس از رسیدگی میوه، به رنگ‌های دیگر هم دیده می‌شود. ساختار آناتومیک کاسبرگ شبیه برگ است یعنی دارای بافت کلروفیلی که توسط دو اپیدرم محدود می‌شود و رگبرگ‌ها از آن می‌گذرند. اما نقش اصلی آن حفاظت گل است. کاسه گل اولین پیرامونی است که ظاهر می‌شود و سایر قطعات گل را در بر می‌گیرد و آنها را از عوامل خارجی و آفات محافظت می‌کند.